# The Atlantic
The Atlantic, fundada como The Atlantic Monthly en 1857 en Boston, aunque actualmente, su sede se encuentra en Washington D. C., es una revista literaria y cultural creada por un grupo de escritores entre los que se encontraban Ralph Waldo Emerson, Henry Wadsworth Longfellow, Oliver Wendell Holmes, Sr. y James Russell Lowell; este último se convertiría en su primer editor. Originalmente, era una publicación mensual con 425 000 lectores suscritos; en 2006 se publicaba diez veces al año y constaba de artículos de temas políticos y asuntos internacionales, así como críticas literarias.
Fue la primera revista en publicar el Himno de Batalla de la República (Battle Hymn of the Republic) de Julia Ward Howe (el 1 de febrero de 1862) y la Historia de Freedman (The Freedman's Story) de William Parker (en febrero y en marzo de 1866). En agosto de 1963, la revista publicó la "Carta desde la Cárcel de Birmingham" (Letter from Birmingham Jail) de Martin Luther King, Jr. en defensa de la desobediencia civil. La revista supuso un punto de conexión entre Emily Dickinson y Thomas Wentworth Higginson, ya que habiendo leído un artículo de Higginsonen en el Atlantic, Dickinson le pidió a Wentworth que fuera su mentor. También ha publicado muchas de las obras de Mark Twain, incluyendo una que permaneció inédita hasta 2001.
La revista ha publicado, asimismo, artículos teóricos que han inspirado el desarrollo de nuevas tecnologías. Un ejemplo clásico fue la publicación del ensayo Como Podríamos Pensar ("As We May Think") de Vannevar Bush en julio de 1945, que inspiró a Ted Nelson y a Douglas Engelbart para desarrollar la tecnología del hipertexto.
El Atlantic ha sido reconocido desde siempre como una revista literaria de Nueva Inglaterra (New England) opuesta al Harper y, más tarde, al New Yorker, ambos de Nueva York y que en su tercer año de vida ya era publicada por la famosa casa editora de Boston Ticknor and Fields, la que luego pasaría a formar parte de Houghton Mifflin. La revista fue adquirida por su entonces editor, Ellery Sedgwick, durante la Primera Guerra Mundial, permaneciendo su sede en Boston.
El 27 de septiembre de 1999, se anunció que la revista cambiaba de propietario nuevamente, esta vez pasaba de Mort Zuckerman a David Bradley, dueño del Grupo Nacional de Periódicos orientados a noticias con sede en Washington D. C. Bradley visitó las oficinas de su nueva propiedad y prometió que no habría mayores cambios, ni que las oficinas fueran a mudarse a Washington D. C.
La actual propietaria de The Atlantic es la activista política de izquierdas Laurene Powell Jobs.

## Cambio de sede

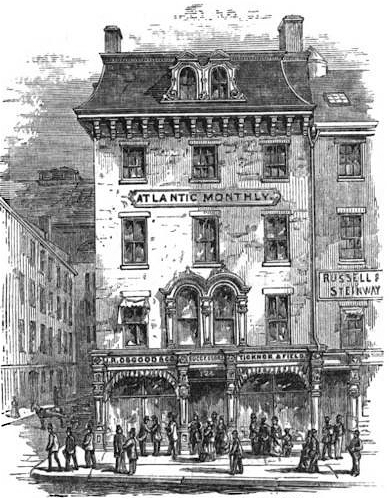
Fachada del antiguo edificio en Boston.

Los editores de la revista anunciaron en abril de 2005 que las oficinas editoriales cambiarían la dirección que había sido su sede durante mucho tiempo en 77 North Washington St., Boston, para unirse a las divisiones de publicidad y circulación de la compañía en Washington D. C.; la razón esgrimida para el cambio fue el alto coste del terreno en Boston.
Posteriormente, en agosto, Bradley manifestó al New York Observer que la reducción de costes que implicaba el traslado era entre 200.000 a 300.000 dólares y que los gastos del cambio de ubicación superarían rápidamente tales ahorros. La razón, entonces, fue la creación de un centro neurálgico en Washington donde las mentes más brillantes de todas las publicaciones de Bradley pudiesen colaborar entre sí. Una pequeña parte del personal de Boston accedió a reubicarse, lo que permitió a Bradley emprender abiertamente la búsqueda de nuevo personal editorial.
Asimismo, también en 2005, el Atlantic anunció que ya no incluiría historias cortas en sus ediciones habituales, sino que en una única edición especial que aparecería de forma anual.

## Editores

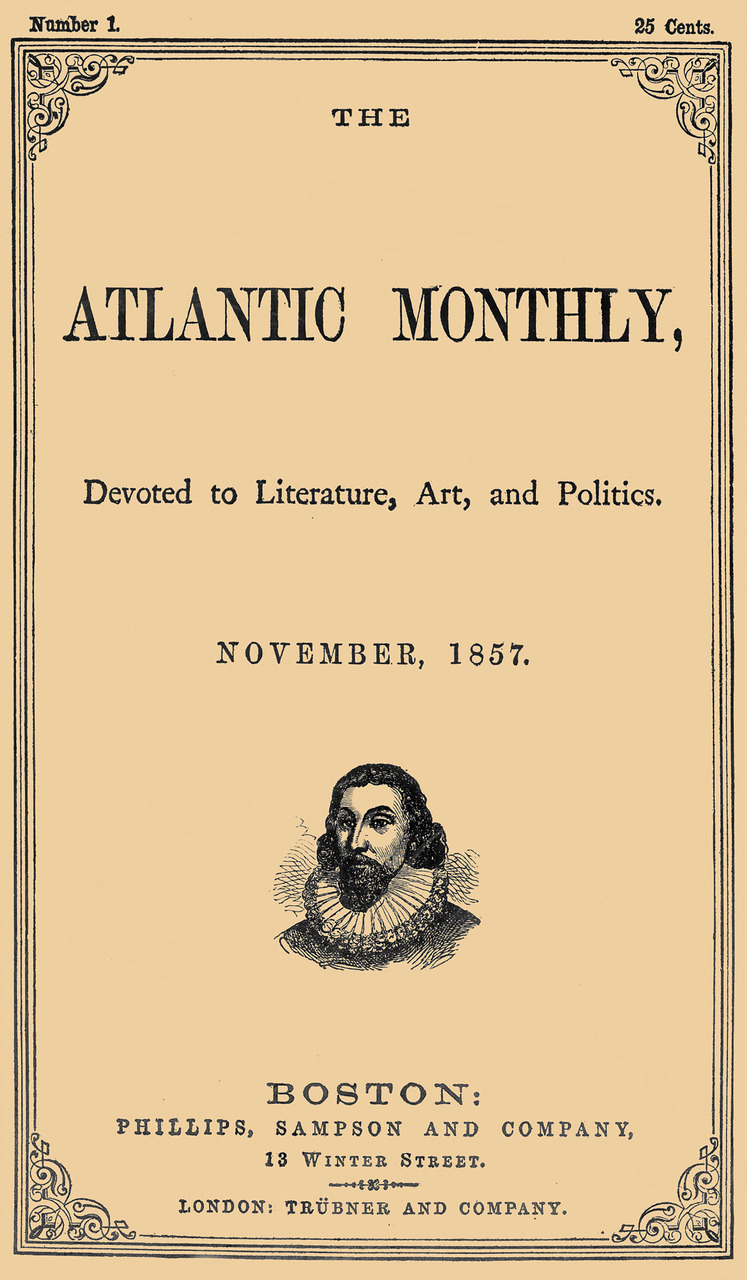
Portada de Atlantic Monthly en noviembre de 1857.

- James Russell Lowell, 1857-1861
- James Thomas Fields, 1861-1871
- William Dean Howells, 1871-1881
- Thomas Bailey Aldrich, 1881-1890
- Horace Elisha Scudder, 1890-1898
- Walter Hines Page, 1898-1899
- Bliss Perry, 1899-1909
- Ellery Sedgwick, 1909-1938
- Edward A. Weeks, 1938-1966
- Robert Manning, 1966-1980
- William Whitworth, 1980-1999
- Michael Kelly, 1999-2003
- Cullen Murphy, 2002-2006
- James Bennet, 2006-16
- Jeffrey Goldberg, 2016-ahora